# Tàrrega
Tàrrega (localment: [ˈtaɾɣɛ] o [ˈtaɾɣa]) és una ciutat de Catalunya, capital de la comarca de l'Urgell.

## Geografia
- Llista de topònims de Tàrrega (orografia: muntanyes, serres, collades, indrets..; hidrografia: rius, fonts...; edificis: cases, masies, esglésies, etc).

Es troba a Ponent, just al començament d'una petita serra prop del riu Ondara, on destaca el tossal de Sant Eloi, amb 420 msnm, on es troba un parc de prop de 20 hectàrees i una església romànica del segle xiii, la qual va ser reconstruïda. El clima és mediterrani amb certes influències del clima continental.
Limita al nord amb Puigverd d'Agramunt i Ossó de Sió, a l'est amb els Plans de Sió, al sud-est amb Granyanella i Granyena de Segarra, al sud amb Verdú, a l'oest amb Vilagrassa, Anglesola i Barbens i al nord-oest amb Tornabous. Al seu terme municipal s'inclouen els antics municipis de Claravalls, la Figuerosa i el Talladell. Al seu torn Claravalls incloïa Santa Maria de Montmagastrell, i la Figuerosa es trobava unit a Altet, que incloïa Conill i Riudovelles.

## Història

Plànol de la vila medieval de Tàrrega.

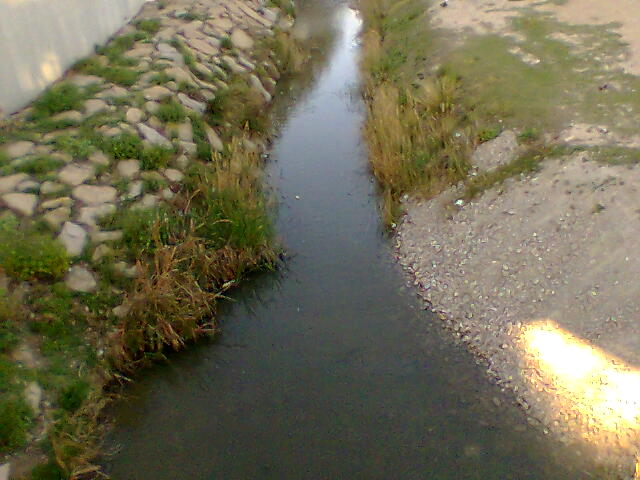
El riu Ondara al seu pas per Tàrrega

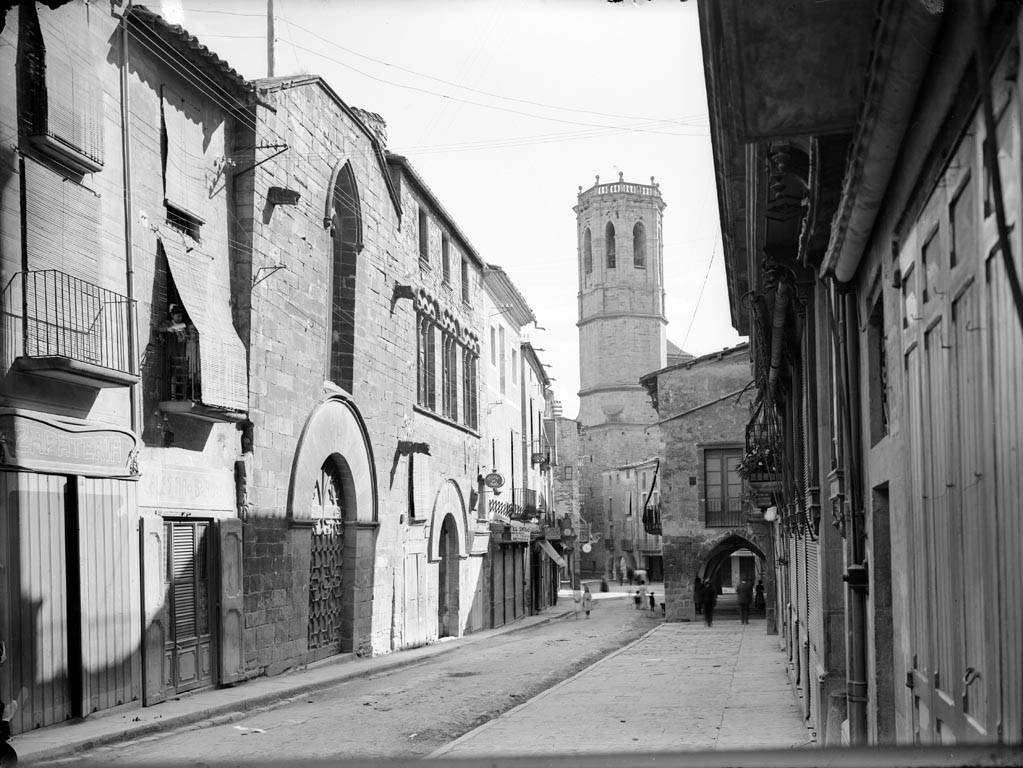
Carrer del Carme, de Tàrrega, entre 1890 i 1910

Els orígens de Tàrrega es remunten a mitjans del segle xi, quan el comte de Barcelona Ramon Berenguer I va conquistar el seu castell. Durant el segle xix va viure la inauguració de la línia de ferrocarril Manresa-Tàrrega-Lleida (1862), la concessió del títol de ciutat per Alfons XII (1884), els inicis de construcció d'una sèrie d'infraestructures bàsiques com la llum i el telèfon, i el desenvolupament de les carreteres comarcals.

## Economia
El sector dels serveis és la principal activitat econòmica de la ciutat, on predominen les petites i mitjanes empreses. Algunes empreses conegudes a escala internacional tenen la seva seu a la ciutat, com Olis Borges Pont S.A o Ros Roca. La ubicació geogràfica de la ciutat amb les vies de comunicació que hi conflueixen han possibilitat que Tàrrega sigui un dels nuclis comercials de referència de la plana de Lleida. El mercat setmanal dels dilluns aplega persones de totes les contrades de l'Urgell i les comarques veïnes.
La població de Tàrrega no és una gran font de turisme. És durant la Fira del teatre al carrer quan Tàrrega acull a més persones. El nombre d'allotjaments no és gaire abundant.

## Demografia

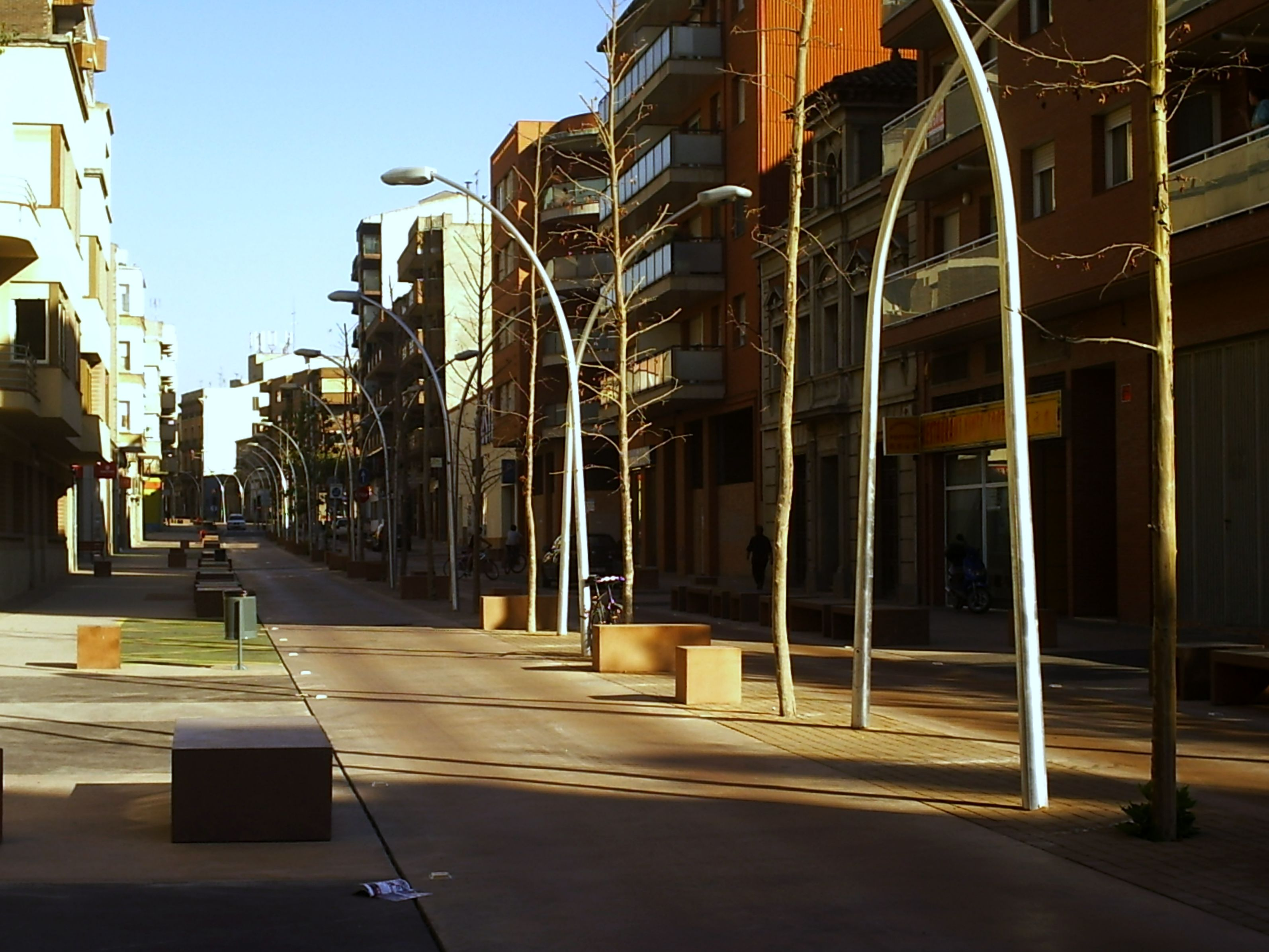
La reforma de l'antiga travessia, mostra d'un clar interès per millorar la imatge del poble, suposa una inversió econòmica que supera els 10 milions d'euros

El gentilici per Tàrrega és targarí (m) i targarina (f) que cal no confondre, malgrat la similitud, amb tagarí (m) i tagarina (f), que significa "Mudèjar o morisc originari de territoris fronterers i, especialment, de les comarques tarragonines" i que en la seva forma plural masculina és tagarins, tot i estar a l'Ath-Thaghr al-Alà (Frontera Superior) des del segle viii fins al segle x i a la frontera entre el Mascançà i el Comtat de Barcelona en temps de Ramon Berenguer I amb anterioritat al 1056.
El 1515 Tàrrega incorpora Conill; el 1717, Corbella i Ofegat; el 1787, Montalbà; el 1857, Altet, Riudovelles i Santa Maria de Montmagastrell; el 1970, Claravalls, la Figuerosa i el Talladell. Al tombant del segle xx, Tàrrega comptava amb poc menys de 5.000 habitants, que s'incrementaren en un miler fins poc abans de l'esclat de la Guerra Civil. Malgrat les diferències a nivell de demografia, Tàrrega era el segon municipi de la província pel que feia a població i, salvant les distàncies, el panorama general que es respirava al voltant de 1900 no diferia especialment del de Lleida. Un punt d'inflexió interessant es podria localitzar l'any 1884, quan Tàrrega rebé el títol de ciutat. La concessió d'aquesta denominació fou un adveniment que esperonà la transformació urbana, obrint les portes a la modernitat i la modernització d'infraestructures i organitzacions, tot propiciant un creixement i una millora de la ciutat a tots els nivells, inclòs el desenvolupament d'un cert orgull local, especialment en referència al desenvolupament de la vida cultural.
| 1497 f | 1515 f | 1553 f | 1717  | 1787  | 1857  | 1877  | 1887  | 1900  | 1910  |
| ------ | ------ | ------ | ----- | ----- | ----- | ----- | ----- | ----- | ----- |
| 285    | 323    | 310    | 1.413 | 3.909 | 5.687 | 5.761 | 6.114 | 6.477 | 6.951 |

| 1920  | 1930  | 1940  | 1950  | 1960  | 1970   | 1981   | 1990   | 1992   | 1994   |
| ----- | ----- | ----- | ----- | ----- | ------ | ------ | ------ | ------ | ------ |
| 7.413 | 7.884 | 7.783 | 8.622 | 8.918 | 10.281 | 10.959 | 11.438 | 11.282 | 11.282 |

| 1996   | 1998   | 2000   | 2002   | 2004   | 2006   | 2008   | 2010   | 2012   | 2014   |
| ------ | ------ | ------ | ------ | ------ | ------ | ------ | ------ | ------ | ------ |
| 11.855 | 12.181 | 12.548 | 13.210 | 13.999 | 15.155 | 16.481 | 17.189 | 16.731 | 16.587 |

| 2016   | 2018   | 2020   | 2022   | 2024   | 2026 | 2028 | 2030 | 2032 | 2034 |
| ------ | ------ | ------ | ------ | ------ | ---- | ---- | ---- | ---- | ---- |
| 16.481 | 16.795 | 17.445 | 17.810 | 18.542 | -    | -    | -    | -    | -    |

| Entitat de població           | Habitants (2024) |
| Tàrrega                       | 17.974           |
| el Talladell                  | 250              |
| Claravalls                    | 114              |
| Altet                         | 103              |
| la Figuerosa                  | 72               |
| Santa Maria de Montmagastrell | 47               |
| Riudovelles                   | 10               |
| Font: Idescat                 |                  |

## Política

### Eleccions Municipals de 2019 al municipi de Tàrrega
| Eleccions municipals de 26 de maig de 2019 - Tàrrega                                                                                       |                                                             |                                     |                                     |         |          |          |
| Candidatura | Candidatura                                                 | Candidatura                         | Cap de llista                       | Vots    | Vots     | Regidors |
| | Junts per Tàrrega                                           |                                     | Rosa Maria Perelló i Escoda         | 2436    | 34,30%   | 7 (-1)   |
| | Esquerra Republicana de Catalunya-Acord Municipal           |                                     | Òscar Amenós i Borreguero           | 1716    | 24,16%   | 5 (+2)   |
| | Candidatura d'Unitat Popular-Alternativa Municipalista      |                                     | Daniel Esqué i Vidal                | 1128    | 15,88%   | 3 ()     |
| | Partit dels Socialistes de Catalunya-Candidatura de Progrés |                                     | Silveri Caro i Cabrera              | 859     | 12,10%   | 2 ()     |
| | Altres candidatures                                         |                                     |                                     | 845     | 11,91%   | 0 ( -1)  |
| | Vots en blanc                                               |                                     |                                     | 118     | 1,66%    |          |
| Total vots vàlids i regidors | Total vots vàlids i regidors                                | Total vots vàlids i regidors        | Total vots vàlids i regidors        | 7102    | 100 %    | 17       |
| | Vots nuls                                                   | Vots nuls                           | Vots nuls                           | 36      | 0,50%    |          |
| Participació (vots vàlids més nuls) | Participació (vots vàlids més nuls)                         | Participació (vots vàlids més nuls) | Participació (vots vàlids més nuls) | 7138    | 65,11%** |          |
| Abstenció | Abstenció                                                   | Abstenció                           | Abstenció                           | 3825*   | 34,89%** |          |
| Total cens electoral | Total cens electoral                                        | Total cens electoral                | Total cens electoral                | 10.963* | 100 %**  |          |
| Alcaldessa: Maria Alba Pijuan i Vallverdú Per majoria absoluta dels vots dels regidors (10 vots: 5 d'ERC-AM, 3 de CUP-AMUNT i 2 de PSC-CP) |                                                             |                                     |                                     |         |          |          |
| Fonts: Diari Ara (* No són vots sinó electors. ** Percentatge respecte del cens electoral.)                                                |                                                             |                                     |                                     |         |          |          |

#### Llista d'alcaldes de la vila de Tàrrega
| Període     | Alcalde o alcaldessa          | Partit polític  | Data de possessió | Observacions |
| ----------- | ----------------------------- | --------------- | ----------------- | ------------ |
| 1979–1983   | Eugeni Nadal Salat            | Logotip de CiU  | 19/04/1979        | --           |
| 1983–1987   | Eugeni Nadal Salat            | independent     | 23/05/1983        | --           |
| 1987–1991   | Delfí Robinat Elías           | independent     | 30/06/1987        | --           |
| 1991–1995   | Frederic Gené i Ripoll        | Logotip de CiU  | 15/06/1991        | --           |
| 1995–1999   | Frederic Gené i Ripoll        | Logotip de CiU  | 17/06/1995        | --           |
| 1999–2003   | Frederic Gené i Ripoll        | Logotip de CiU  | 03/07/1999        | --           |
| 2003–2007   | Joan Amèzaga i Solé           | Logotip del PSC | 14/06/2003        | --           |
| 2007–2011   | Joan Amèzaga i Solé           | Logotip del PSC | 16/06/2007        | --           |
| 2011–2015   | Rosa Maria Perelló Escoda     | Logotip de CiU  | 11/06/2011        | --           |
| 2015–2019   | Rosa Maria Perelló Escoda     | Logotip de CiU  | 13/06/2015        | --           |
| 2019-2023   | Maria Alba Pijuan i Vallverdú | Logotip d'ERC   | 16/06/2019        | --           |
| Des de 2023 | Maria Alba Pijuan i Vallverdú | Logotip d'ERC   | 17/06/2023        | --           |

## Llocs d'interès
Al bell mig de la ciutat, es troba la plaça del Carme, més coneguda pel Pati, que acull una estàtua en homenatge al famós compositor targarí Ramon Carnicer (1789-1855). Pel carrer del Carme, un dels carrers més antics de la ciutat, es troben diversos edificis amb porxades gòtiques, i el Palau Romànic dels Marquesos i la Floresta construït al segle XIII. Més avall s'hi troba la Cristalleria Mateu, que té una façana gòtica amb més de 300 anys. Més avall, ja hi trobem la plaça Major, que acull l'Ajuntament de la ciutat, la Parròquia (del segle XVII), l'edifici modernista, del segle xix, de la Cambra de Comerç i l'edifici de la caixa de pensions. L'Ajuntament té una façana d'inspiració renaixentista, de l'any 1674. El carrer major, acull el Museu Comarcal (Segles XVII i XVIII), que encara conserva algunes sales nobles del segle xviii i xix. A la plaça de Sant Antoni, s'hi pot trobar l'església del mateix nom, la qual fou erigida el segle xiv. Destaquen les dues escultures gòtiques que trobem a l'entrada, l'origen de les quals es remunten a l'antiga parròquia d'estil gòtic. Tàrrega és la capital del futur canal Segarra-Garrigues, que convertirà totalment el paisatge i els conreus pertanyents a la ciutat i rodalia.
D'entre els llocs d'interès de la ciutat, cal destacar el parc de Sant Eloi, que té els seus orígens a principis del segle xx. Al llarg del temps, Sant Eloi ha esdevingut el parc més gran de la ciutat amb amples passejos. La vegetació que pot trobar-s'hi és rica i variada fonamentalment basada en pins, alzines i oliveres. Com a curiositat, al parc s'hi pot trobar un tractor Fordson de 1917 que va ser el primer a treballar les terres de l'Urgell.
- Nucli antic
  - El Castell (vestigis, Segle X)
  - Ajuntament (Segle XVII)

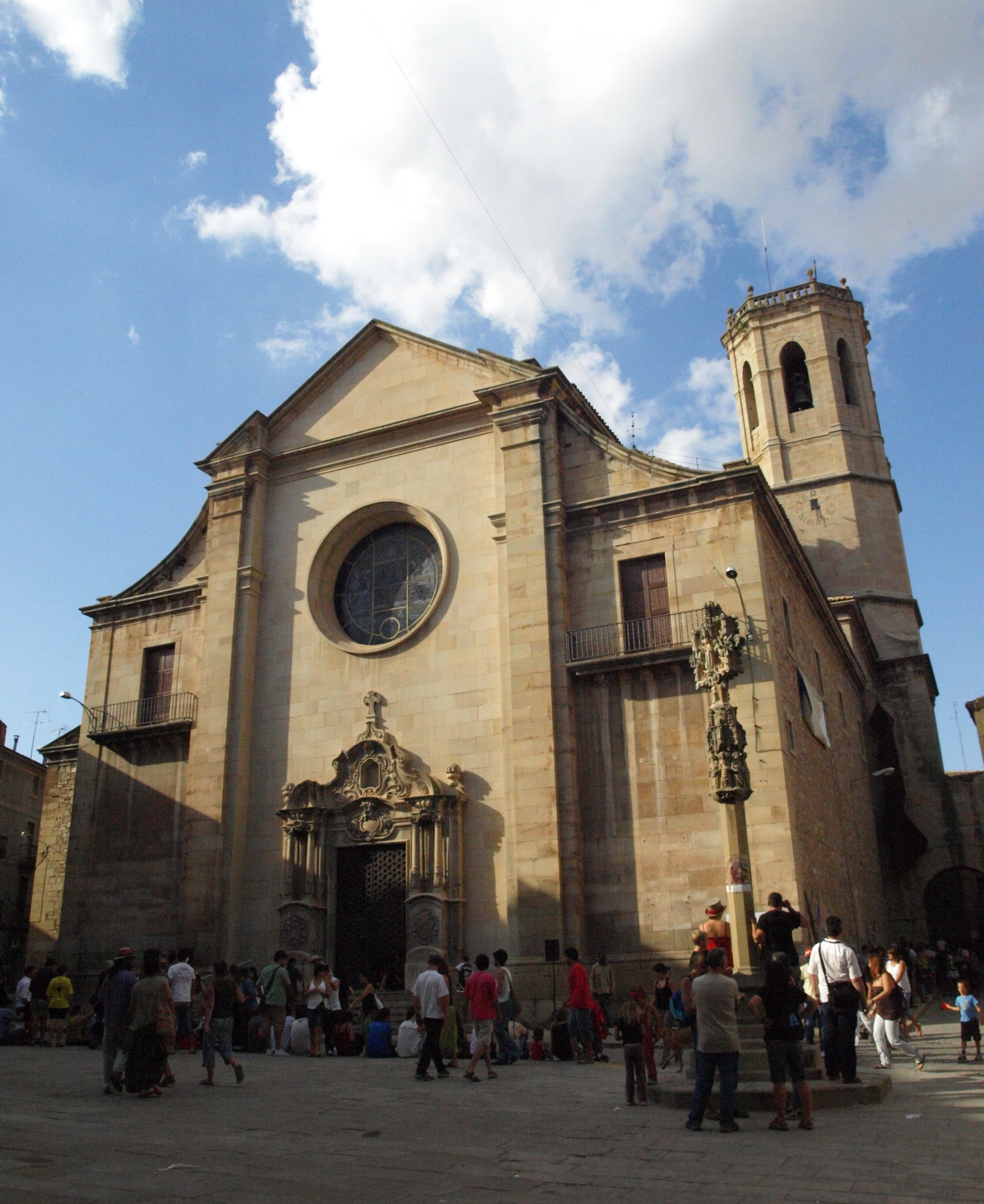
Església de Santa Maria de l'Alba

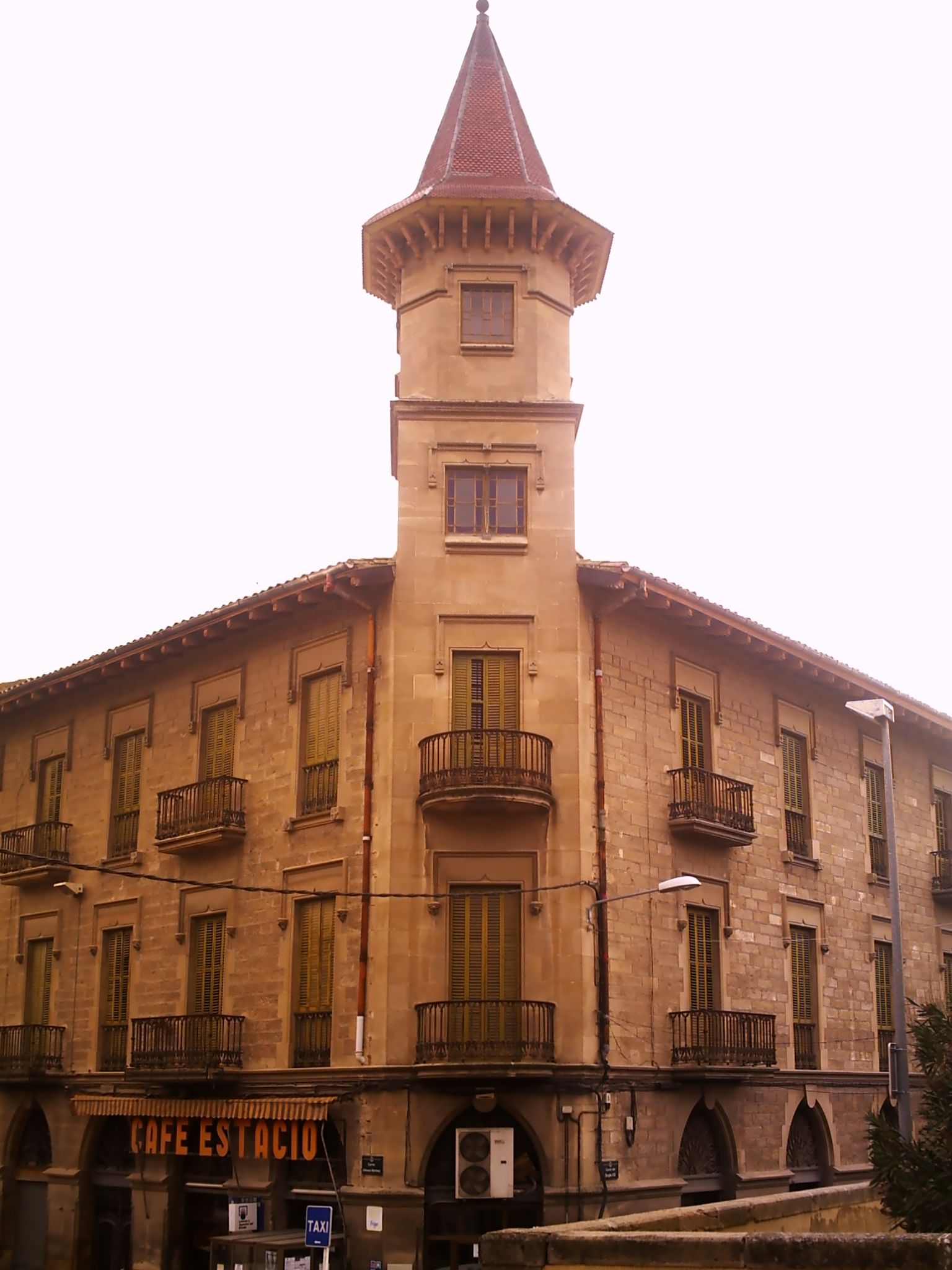
L'edifici modernista de "Cal Maimó", obra del notable arquitecte Puig i Cadafalch

  - Cambra de comerç i indústria (1886)
  - Caixa d'estalvis i pensions (Segles XIX i xx)
  - Església de Sta. Maria de l'Alba (1672-1742)
  - Església de Sant Antoni (Segle XIV)
  - Plaça de Sant Antoni
  - Creu de Terme (Pl. Major)
  - Hospital (1740)
  - Carrer Sta. Anna
    - Cases d'Enric de Càrcer (1909)

  - Carrer del Carme
    - Palau dels Marquesos de la Floresta (Segle XIII)
    - Casa Sobies (Segle XVI)

  - Carrer agoders
    - Consell Comarcal de l'Urgell (Segle XVII)[12]

  - Casa Cultura/Sala Marsà
  - Biblioteca Comarcal de l'Urgell[13]
  - Museu Comarcal de l'Urgell (segle XVII)
  - Ruines de l'adoberia jueva del Molí de Codina (segle xvi)
  - Façana del Forn dels Jueus (renaixentista, segle xvi)[14]
- Convent del Carme
- "Camp dels escolapis"
- Parc de Sant Eloi
- Arxiu Històric Comarcal
- Plaça de les Nacions sense Estat
- "El Pati (Plaça del Carme)"
- Avinguda de Catalunya
  - "Can Sàrries" (1902)[15]
  - "Ca l'Argelich" (Noucentisme, principis del segle xx)
  - "Cal Costa" (inicis del segle xx)
- Carrer Segle XX
  - Farinera Balcells (1921)[16]
  - "Cal Maimó" (Cafè Estació, 1898)
  - Antiga "Fonda d'Espanya" (Segle XIX; restaurada al llarg dels anys 2008 i 2009)
  - Estació de Trens
- Fàbrica J. Trepat
- Teatre de l'Ateneu (1922)
- "Cal Maginet" (Segles XIX i XX)
- Ermita de Sant Eloi

### Castell, edificis i monuments històrics

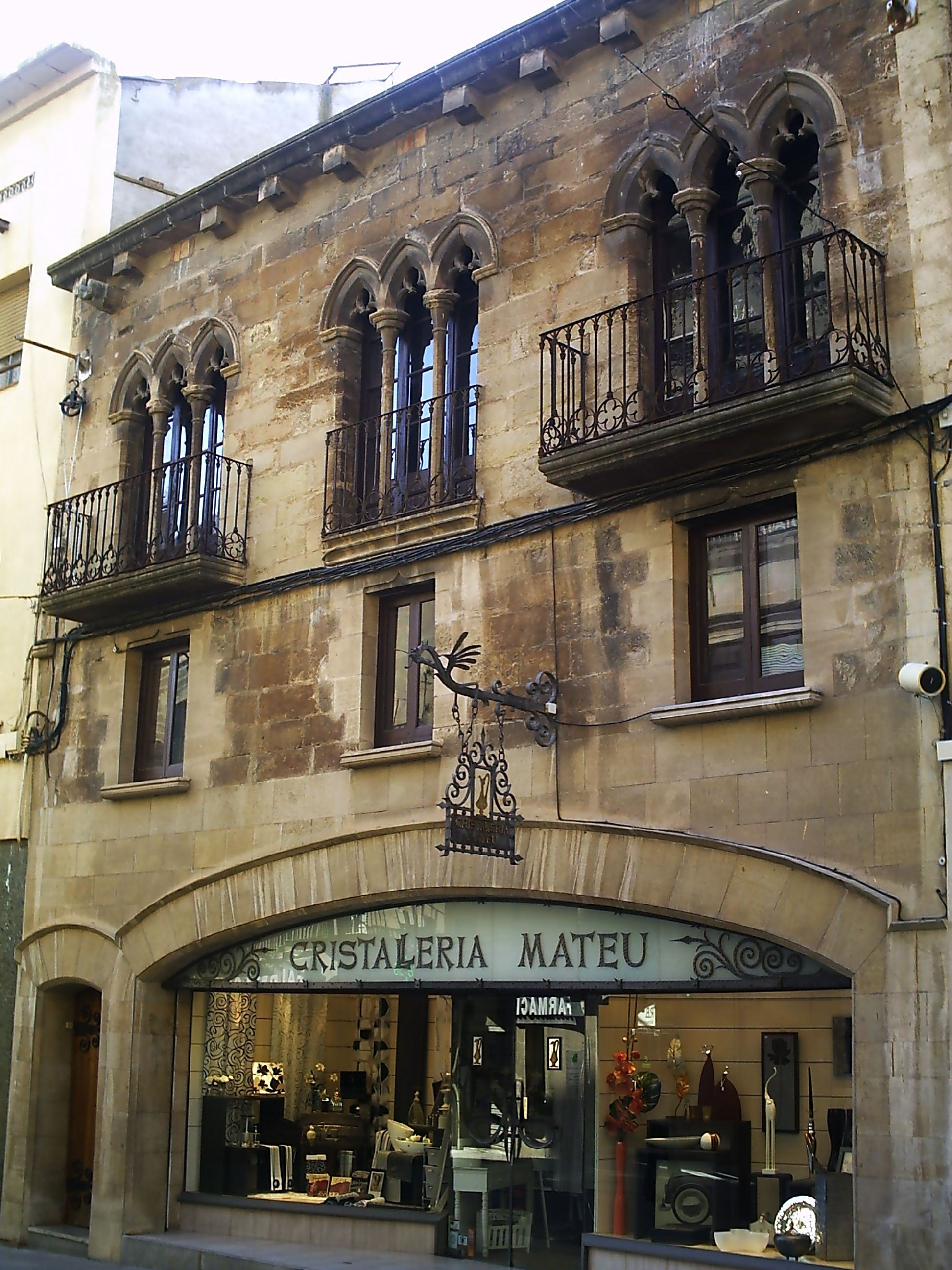
Façana d'estil gòtic de la Cristalleria Mateu

El Palau dels Marquesos i la Floresta és un edifici del segle xiii, amb la façana d'estil romànic civil català, curiosament reproduïda al Poble Espanyol de la ciutat de Barcelona. Aquest edifici, va pertànyer als Marquesos de la Floresta d'aquí el seu nom. A principis de segle xviii va passar a mans d'Anton de Potau, propietari d'una finca a la Floresta, el qual va rebre el títol de marquès, de mans del rei Felip V el 1703. L'any 1980 fou declarat Bé Cultural d'Interès Nacional integrat dins el conjunt artístic. La conservació de l'edifici és excel·lent, i està situat prop del començament del carrer del Carme, entre dos edificis moderns del segle xx. Avui dia, encara conserva elements originals, com són les finestres coronelles d'arcs ogivals.
La primera referència documental del Castell de Tàrrega, és de l'any 1056, data en què el comte Ramon Berenguer I dona el castell a la seva muller Almodis de la Marca. L'any 1057, Ricard Altemir en va ser el primer castellà, nomenat pel comte de Barcelona. Avui en dia, només es conserven alguns vestigis d'aquest edifici que aviat complirà un mil·lenni. L'any 1985, va ser declarat Bé Cultural d'Interès Nacional.
La seu del Consell Comarcal fou construïda al segle xix, a ordre del notari català Marià Terés. Va ser seu de l'Escola d'Arts i Disseny Superior Ondara.
L'ermita de Sant Eloi, és un edifici romànic del segle xiii, d'una sola nau amb arcs apuntats. L'església fou construïda al cim d'una petita serra, des d'on podem gaudir d'unes vistes excel·lents de la ciutat, de l'Urgell i de la Segarra. El campanar té 4 campanes, l'Eloia, Montserrat, Jordina i Ginesta. L'any 1977 fou declarat Bé Cultural d'Interès Nacional.
L'antic convent dels Mercaders fou fundat l'any 1227 per Jaume I. L'església de la Mercè, ha sofert diverses modificacions, en les quals destaquen l'ampliació de l'edifici l'any 1803. Presenta una nau única transversal coberta d'una volta de canó. A l'absis hi ha una imatge amb la mare de Déu de la Mercè. Avui en dia, l'església de la Mercè, és propietat de l'Escola Pia de Tàrrega.

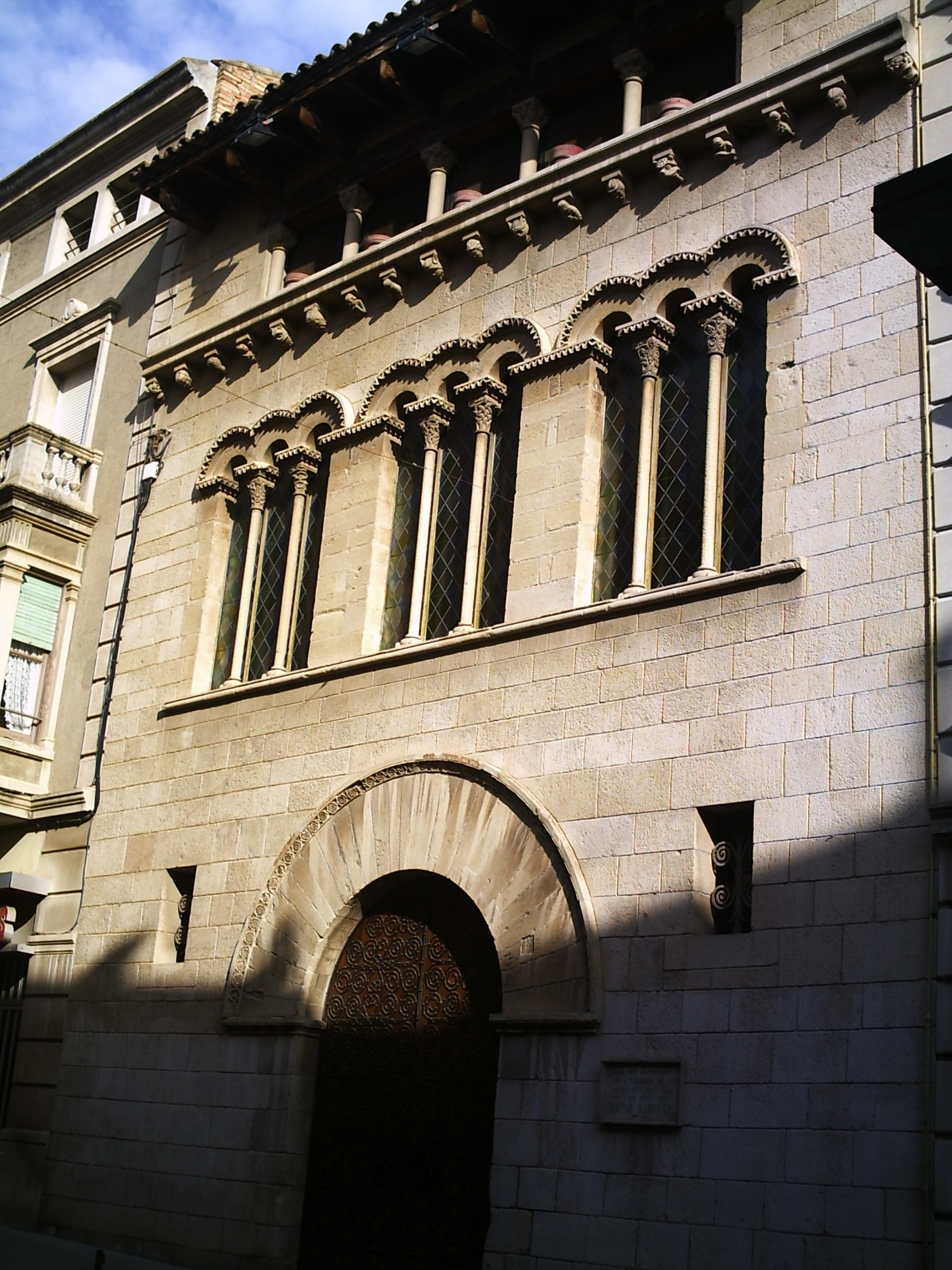
El Palau dels Marquesos de la Floresta

L'església parroquial de Santa Maria de l'Alba és un edifici de línies classicistes projectat per Josep de la Concepció. Es bastí damunt d'una església que va ser enderrocada l'any 1674, a conseqüència de la caiguda del campanar. Les obres de construcció van finalitzar al segle xviii, concretament l'any 1742, tot i que la façana es va concloure a principis del segle xx, amb la instal·lació a la portada d'un conjunt decoratiu barroc, destinat en un principi a porta d'accés al cor. Al museu comarcal, encara es conserven en bon estat tres escultures gòtiques dels dotze apòstols, que havien estat dins de l'antiga església que va ser enderrocada.
L'església de Sant Antoni va ser construïda al segle xiv, i encara conserva alguns elements gòtics originals. La façana està rematada per un campanar d'espadanya, en el qual està esculpit l'escut de la família Ardèvol, que en devia ser benefactora. Avui en dia s'hi venera el Sant Crist Trobat, una peça d'orfebreria del segle xiii que conserva restes d'esmalt i incrustacions de pedreria. El Sant Crist, fou trobat l'any 1650, enterrat dins de la mateixa església. Al costat de l'església hi ha l'Hospital, que va ser fundat al segle xiii per Jaume el Just i es va acabar de construir l'any 1740.
La creu gòtica de pedra és un clar exponent del gòtic florit català. Aquesta va sortir d'un taller de qualitat al segle xv. Originàriament, estava col·locada a extramurs davant el portal que hi havia a l'extrem superior de l'actual carrer del Carme. La part superior de la creu, es va malmetre al segle xix, quan s'enderrocà a causa d'un temporal de vent, que afectà el municipi. Després de ser reconstruïda amb èxit, al segle xx es va traslladar a la plaça Major. L'any 1980 va ser declarat Bé Cultural d'Interès Nacional

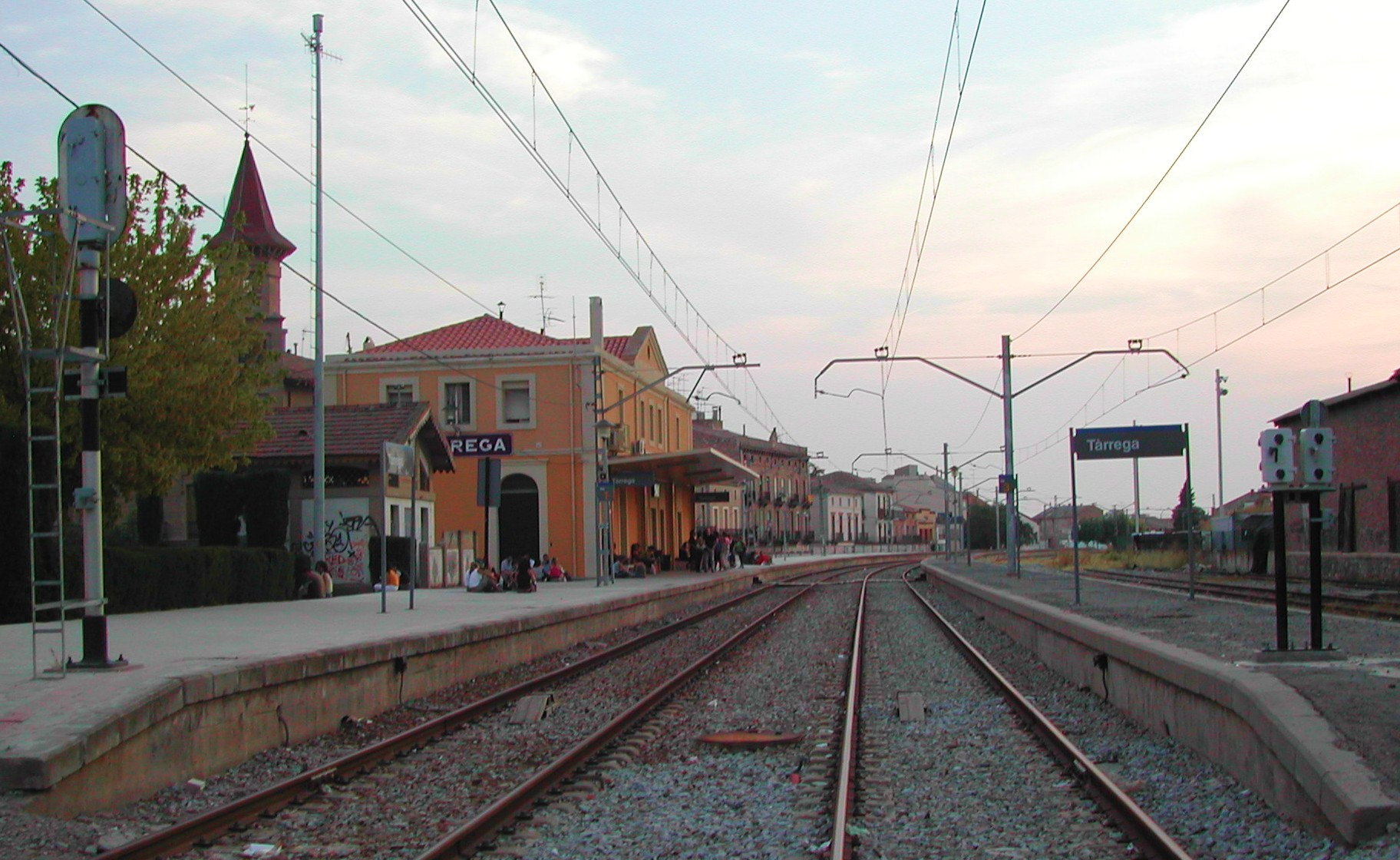
Edifici de l'estació de Tàrrega

## Centres educatius a Tàrrega

### Llars d'infants
- Llar d'infants La Pau
- Llar d'Infants Sant Eloi
- Llar d'infants El Niu

### Centres d'educació pública
- Escola Àngel Guimerà
- CEIP Jacint Verdaguer
- CEIP Maria Mercè Marçal
- IES Alfons Costafreda
- IES Manuel de Pedrolo

### Centres educatius concertats
- Vedruna Tàrrega
- Escola Pia de Tàrrega

### Centres d'educació postobligatòria
- Centre de Formació "La Solana"
- Escola d'Adults "CFA Tàrrega"
- Escola d'Art i Superior de Disseny Ondara
- Escola de Santa Maria de l'Alba
- Escola de Capacitació Agrària
- Escola Municipal de Música
- Escola Activa
- Escola Oficial d'Idiomes
- Escola de Sobrestants i Obres Públiques
- gòTIC Ajuntament de Tàrrega

## Fires, festes i mercats
D'entre les activitats socials i culturals que tenen lloc al municipi, la més rellevant és la Fira de Teatre al Carrer, un certamen que es repeteix cada mes de setembre i acull companyies i visitants de tot el món.

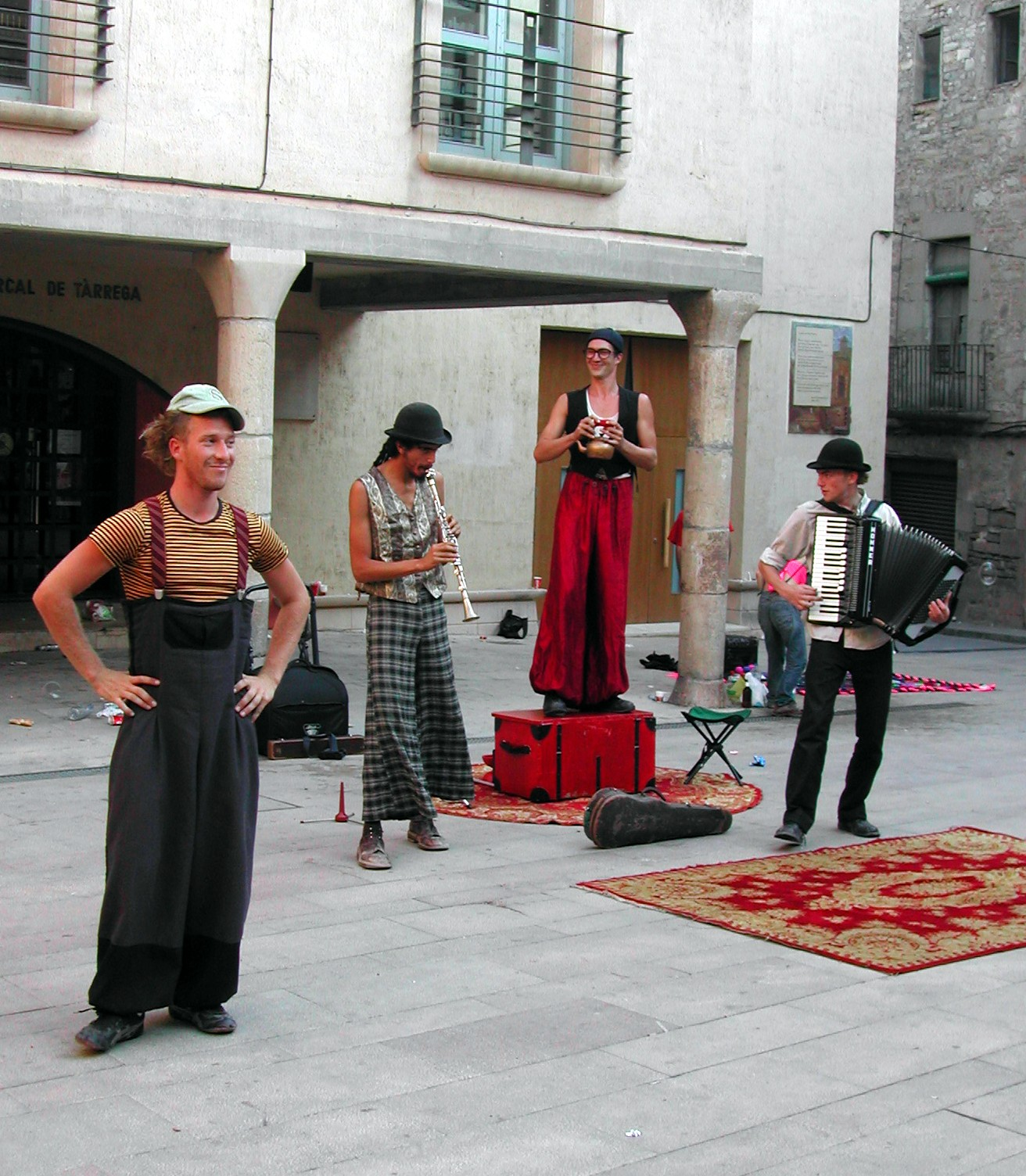
Actuació del grup Comediants.

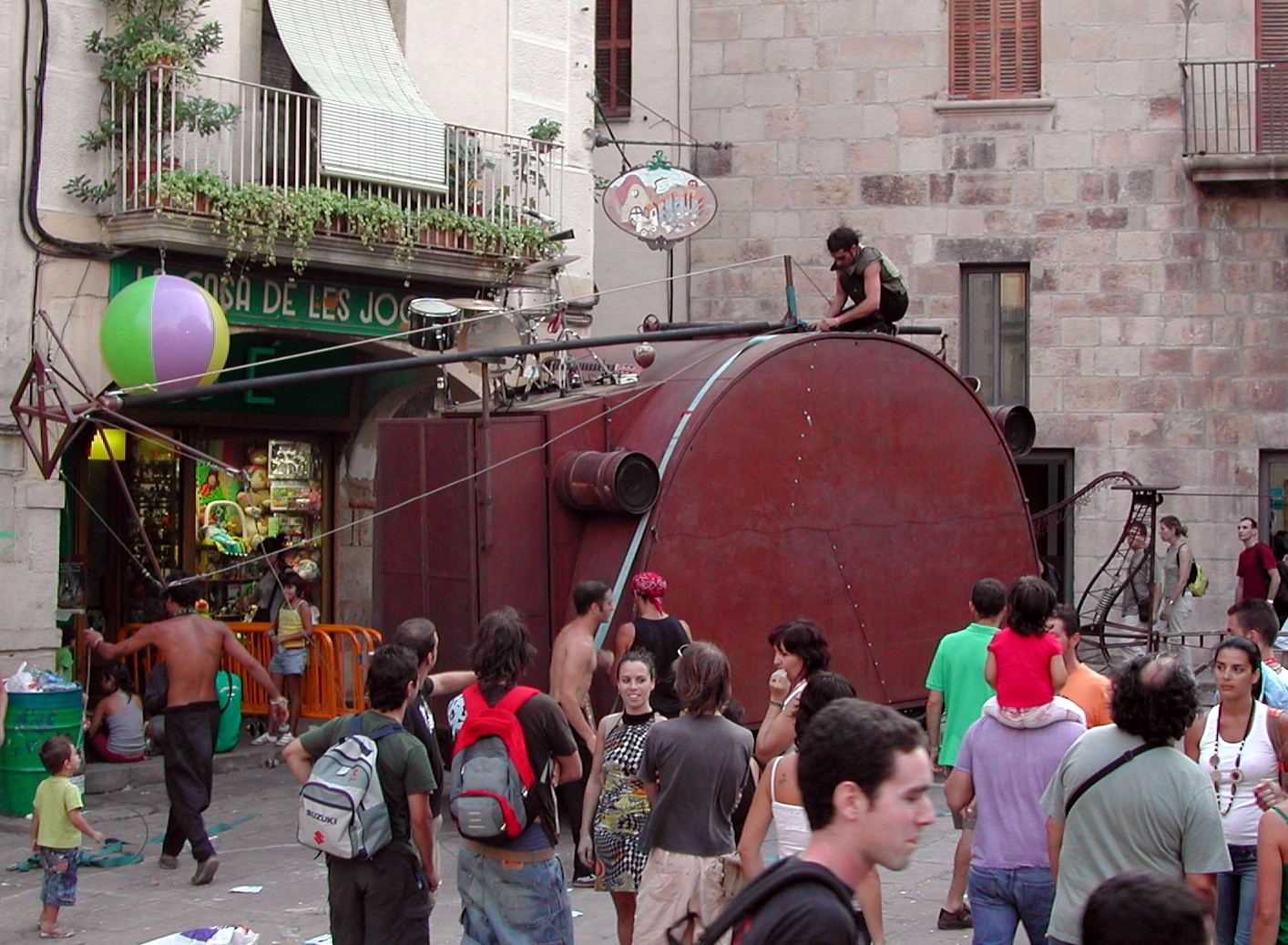
Actuació a la Plaça Major

- Fira del Caçador - Ciutat de Tàrrega
- Fira del Medi Ambient
- Firacóc, aplec del cóc i mostra de productes de fleca
- Fira d'artistes i activitats tradicionals
- Tres tombs
- Carnestoltes
- Festa Major de Maig
- Cercavila Nocturna Medieval[17][18][19]
- Festa Major de Setembre
- Aplec de sant Eloi
- Cavalcada de Reis
- Mercat d'antiguitats i les arts
- Mercat de segells, monedes i pins
- Mercat tradicional dels tres tombs de sant Antoni
- Mercapati, mercat de rebaixes
- Mercat de rebaixes i de l'oportunitat
- Mercat setmanal els dilluns al matí

## Personatges cèlebres
Categoria principal: targarins
Tàrrega fou la ciutat natal del metge i escriptor Cristòfol de Boleda i dels poetes Alfonso Costafreda i Mossèn Azà.
També Manuel de Pedrolo passà la seva infantesa i adolescència a la ciutat. Es considera que Pedrolo ambientà la seva obra més coneguda, el Mecanoscrit del segon origen, a la ciutat de Tàrrega, encara que a l'obra no hi apareguin referències explícites.
En l'àmbit de la pintura, hi ha el “Pintor Marsà” (Francesc Marsà i Figueras, a qui hom ha dedicat diversos homenatges i Anton Tartera, més conegut per "Antonioti", que va morir l'any 2002. Musicalment parlant podem trobar tres músics distingits: el conegut músic Mestre Güell (Josep Güell i Guillaumet), el compositor Ramon Carnicer i Batlle i el cantautor Xavier Ribalta. També són en gran part targarins, el grup La Terrasseta de Preixens.
Targarins coneguts en l'actualitat són el pintor Josep Minguell, que està acabant els frescos de la parròquia, el futbolista Joan Capdevila, que va jugar al RCD Espanyol i fou internacional amb la selecció catalana de futbol i la selecció espanyola de futbol.

## Publicacions targarines

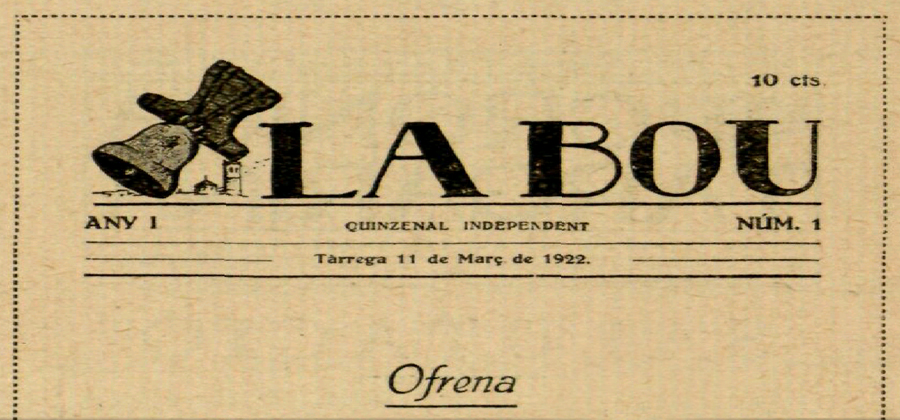
Capçalera de La Bou

La Bou, quinzenal independent de Tàrrega, publicava el primer número l'11 de març de 1922. En la primera pàgina, de les vuit que presenta, dedica la poesia Ofrena a la capital urgellenca:
| « | Tàrrega, regina de la gran plana històric i joliu camp d'Urgell; la que anoncies la Segarra i d'amb dos llocs n'ets capitell. Brécol d homes il·lustres i de tradicions perfumades, reb nostres ansies juntes del trevall i amor abraçades. I sens esperar-ne gloria volem arribar a mostrarte que les il-lusións i 'ls recorts son per nosaltres tan forts qu'en farém Patria, Virtud i Amors. Si això obtenim, cantem Victoria! LA REDACCIÓ | » |

## Entitats
- Agrupació Excursionista de l'Urgell
- Agrupament Escolta i Guia Mestre Güell Roger de Llúria
- Agility Associació Ciutat de Tàrrega
- 100 X 100 Fondistes
- Associació Agrat
- Associació Alba
- Associació d'Amics de l'Arbre de Tàrrega
- Associació d'Immigrants Guineans de Lleida SABU
- Associació de Dones Arrel
- Associació Cultural Guixanet
- Associació Musulmana Almonatadila de l'Urgell
- Associació per la Cultura Nacional Guixanet
- Associació Sant Eloi d'immigrants magrebins a Tàrrega
- Associació Unió de la Comunitat Senegalesa de l'Urgell i la Segarra
- Aula d'Extensió Universitària de Tàrrega
- Carnaval Tàrrega o Comissió del Carnestoltes de Tàrrega
- Cine Club La Lloca
- Club Modelisme Tàrrega
- Club Tennis Tàrrega
- Club Natació Tàrrega
- Coral Infantil Mestre Güell
- Fundació La Xarxa
- Gic, Centre d'Esplai
- Grup G.E.M.A. Grup d'Ecologia i Medi Ambient
- Grup de Teatre BAT
- Societat de Caçadors de Tàrrega i Comarca
- Unió Esportiva Tàrrega
- Youngers Batucada